# Picinisco
Picinisco est une commune de la province de Frosinone, dans la région du Latium, dans le Sud de l'Italie.

## Administration
| Période                                  | Période  | Identité             | Étiquette                   | Qualité |
| ---------------------------------------- | -------- | -------------------- | --------------------------- | ------- |
| ?                                        | 2002     | Erminio Brancatisano | -                           | -       |
| 28 mai 2002                              | 2007     | Giancarlo Ferrera    | Lista Civica                | -       |
| 2007                                     | En cours | Giancarlo Ferrera    | Lavoro, Sviluppo, Progresso | -       |
| Les données manquantes sont à compléter. |          |                      |                             |         |

### Hameaux
Antica, Campotrivolte, Casale, Casalucra, Castellone, Chiuselle, Colle Posta, Colleruta, Fontitune, Grotta Campanaro, Immoglie, Liscia, Mole Di Vito, La Rocca, Porrelli, Prati di Mezzo, Remune, San Gennaro, San Giuseppe, San Pietro, Serre, Valleporcina

### Communes limitrophes
Alfedena, Atina, Barrea, Gallinaro, Pizzone, San Biagio Saracinisco, Sant'Elia Fiumerapido, Settefrati, Villa Latina

## Personnages liés à la commune
- Ernesto Capocci di Belmonte
- Filippo Colarossi (1841-1906), fondateur de l'Académie Colarossi et membre d'une famille qui donna de nombreux modèles à Paris et Londres.
- Giustino Ferri, écrivain et journaliste italien